# Phyllodromica pallidula
Phyllodromica pallidula är en kackerlacksart som beskrevs av Karlis Princis 1965. Phyllodromica pallidula ingår i släktet Phyllodromica och familjen småkackerlackor. Inga underarter finns listade i Catalogue of Life.